# Laugardalsvöllur
Laugardalsvöllur – wielofunkcyjny stadion sportowy, zlokalizowany w Reykjavíku, w dzielnicy Laugardalur.
Jest to najnowocześniejszy i największy tego typu obiekt w Islandii; trybuny stadionu są w stanie pomieścić 13 000 widzów. Laugardalsvöllur uznawany jest za narodowy stadion Islandii; niemal wszystkie swoje mecze rozgrywa na nim piłkarska kadra narodowa, obiekt corocznie gości także finałowe mecze Pucharu Islandii (Bikar karla), mecze islandzkich klubów w europejskich pucharach oraz mecze ligowe stołecznego klubu Knattspyrnufélagið Fram.
Laugardalsvöllur jako obiekt wielofunkcyjny jest wyposażony w infrastrukturę lekkoatletyczną.
Budowę stadionu rozpoczęto w latach 40. XX wieku. Obiekt oficjalnie otwarty został 17 czerwca 1959 roku; faktycznie jednak pierwsze mecze gościł już w 1957 roku. Właścicielem Laugardalsvöllur jest Knattspyrnusamband Íslands (islandzki związek piłkarski).

## Historia
Pierwsze idee budowy obiektów sportowych w obecnej dzielnicy Laugardalur pochodzą z 1871 roku, jednak dopiero w 1943 roku Rada Miejska Reykjavíku utworzyła specjalną komisję, której celem było opracowanie koncepcji zagospodarowania terenu pod cele sportowe. Ostatecznie zdecydowano się na budowę wielofunkcyjnego stadionu i basenu.
Budowa Laugardalsvöllur rozpoczęła się w 1949 roku. Do 1952 roku wykonano płytę boiska, rok później rozpoczęła się budowa trybuny, która mogła pomieścić 4 tysiące widzów.
Laugardalsvöllur swoje pierwsze mecze gościł na kilka lat przed oficjalnym otwarciem. 8 lipca 1957 roku stadion narodowy był gospodarzem pierwszego w swojej historii meczu piłkarskiego, w którym towarzysko zmierzyły się reprezentacje Islandii i Norwegii. Starcie zakończyło się trzybramkowym zwycięstwem gości. W tym samym roku Laugardalsvöllur gościł swój pierwszy mecz ligowy, w którym naprzeciwko siebie stanęły zespoły Knattspyrnufélagið Fram i Íþróttabandalag Akraness.
Oficjalne otwarcie obiektu odbyło się 17 czerwca 1959 roku. W wydarzeniu uczestniczył Prezydent Islandii Ásgeir Ásgeirsson.
Laugardalsvöllur w ciągu swojego istnienia kilkakrotnie przechodził przebudowy. Kilka lat po otwarciu doszło do remontu i rozbudowy istniejącej trybuny. W 1992 roku na stadionie zamontowane zostało oświetlenie. W 1996 roku miasto Reykjavík przekazało stadion w ręce krajowego związku piłkarskiego – Knattspyrnusamband Íslands. Rok później do użytku oddana zostaje nowa trybuna (wschodnia), która zwiększa pojemność obiektu o 3500 miejsc. W 2005 roku rozpoczęła się przebudowa starej trybuny (zachodniej), która po ponownym otwarciu w 2007 roku jest w stanie pomieścić 6300 widzów.